# توزیع رتبه–بزرگی

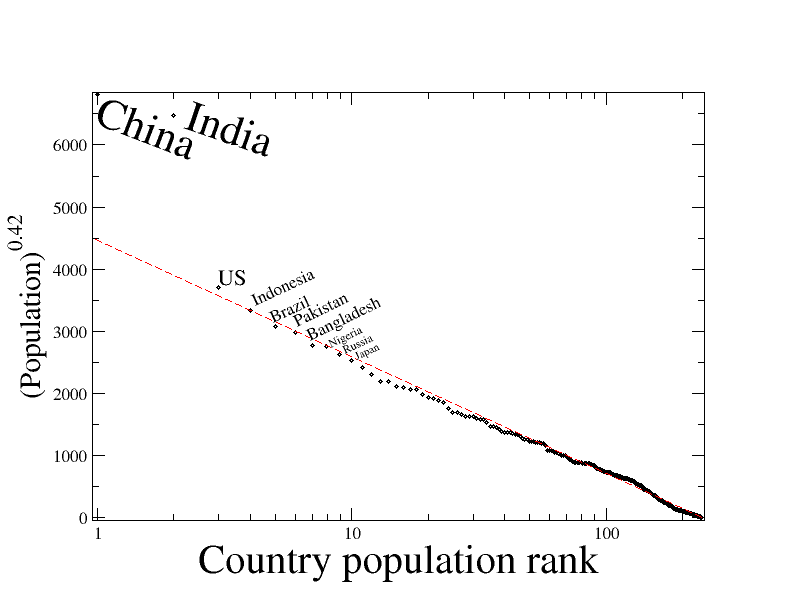
توزیع رتبه-بزرگی برای جمعیت کشورها که از توزیع نمایی کشیده پیروی می‌کند. دو پادشاه اول (اثر پادشاه یا Kings) که کشورهای چین، و هند هستند، از این توزیع پیروی نمی‌کنند.

توزیع رتبه-بزرگی (به انگلیسی: Rank-size distribution) بیانگر توزیع بزرگی نسبت به رتبه است، که در آن رتبه به صورت نزولی مرتب‌سازی شده‌است. برای مثال، اگر یک مجموعه‌داده شامل نمونه‌هایی با بزرگی ۵، ۱۰۰، ۵ و ۸ باشد، آنوقت توزیع رتبه-بزرگی برابر ۱۰۰، ۸، ۵، ۵ است (رتبه‌های ۱ تا ۴). اگر دادهٔ منبع از یک توزیع فراوانی گرفته شده باشد، به آن، توزیع رتبه-فراوانی (به انگلیسی: rank-frequency distribution) می‌گویند. این توزیع مخصوصاً موقعی جذاب است که داده از نظر اندازه به صورت قابل توجهی متفاوت باشند، مثلاً در مورد «بزرگی شهرها» یا «فراوانی کلمات». این نوع از توزیع‌ها، معمولاً از توزیع توانی، یا توزیع‌های کم شناخته تری مثل تابع نمایی کشیده یا توزیع فراکتال سهموی پیروی می‌کنند (حداقل به صورت تقریبی و برای محدوده‌های مشخصی از رتبه‌ها).
توزیع رتبه-بزرگی یک توزیع احتمال یا تابع توزیع تجمعی نیست. توزیع رتبه-بزرگی حالت گسسته تابع چندک (توزیع تجمعی وارون) است البته به صورت ترتیب معکوس. این توزیع، «بزرگی» عناصر موجود در یک رتبه دلخواه داده شده را به دست می‌دهد.